# 4つの4
4つの4（よっつのよん）は、4つの4と数学記号を使い、さまざまな数（普通は整数）を作ることを目指すパズル（数学パズル）である。フォーフォーズ（Four fours）ともいう。

## 使用可能な記号
日本の場合、一般的には以下の記号（演算）が使われているようである。
- 四則演算
- 小数点
- 冪乗
- 平方根
- 階乗
- 循環小数の循環節を表す点 {\displaystyle \left(.{\dot {4}}=0.{\dot {4}}=0.444\cdots ={\frac {4}{9}}\right)}

以下の記号が用いられることもある。
- 二重階乗 !!（1または2からその数までの偶数のみまたは奇数のみの積）
- ガウス記号（小数点以下の端数を切り捨てる）
- ガンマ関数（xが整数ならばΓ(x)=(x-1)!）
- パーセント（4% = 0.04）
- Σ（その数までの和）

## 例

### 基本的な例
| {\displaystyle 44} | {\displaystyle =44+4-4}                        | ・・・数を並べて2桁以上の数にしてもよい    |
|                    | {\displaystyle ={{4\times 4.4} \over .4}}      | ・・・整数部分が0の小数はその0を省略できる |
|                    | {\displaystyle =4!+4!-{\sqrt {4}}-{\sqrt {4}}} | ・・・階乗、平方根を使用した例             |

### 0から10までの例
- 0 = 44 − 44
- 1 = 44 ÷ 44
- 2 = 4 ÷ 4 + 4 ÷ 4
- 3 = (4 + 4 + 4) ÷ 4
- 4 = 4 + (4 − 4) × 4
- 5 = (4 × 4 + 4) ÷ 4
- 6 = 4 + (4 + 4) ÷ 4
- 7 = 44 ÷ 4 − 4
- 8 = 4 + 4 + 4 − 4 = 4 × 4 − 4 − 4
- 9 = 4 + 4 + 4 ÷ 4
- 10 = (44 − 4) ÷ 4

### 記号を多用した例
{\displaystyle 149={\sqrt {\sqrt {\sqrt {{({\sqrt {4}}/.4)}^{4!}}}}}+4!}

## その他
このパズルは1881年に科学雑誌「ノレッジ」に掲載されたものであり、1から1000まで（ただし、113、157、878、881、893、917、943、946、947を除く）の解答例が示された。解の示されていない113は、一般的に使われる記号（使用可能な記号の節の循環小数まで）では表すことができないといわれている。後半の記号を使った解としては、
{\displaystyle {\begin{aligned}113&=\Gamma (\Gamma (4))-{\frac {4!+4}{4}}\\&=\left({\frac {4!+4}{4}}\right)!!+4!!\\&=\Sigma \Sigma 4\times {\sqrt {4}}+\Sigma 4-\Sigma {\sqrt {4}}\\&=[(4!+4.4)\times 4]\end{aligned}}}
などがあった。
対数関数 {\displaystyle \log x}（底は任意でよい）または2変数関数としての対数 {\displaystyle \log _{x}y} を用いてよい場合、次の式によって4つの4ですべての有理数が表現できる。
以下に正の有理数の場合を示すが、負の有理数はマイナス記号で、0は四則演算で表現できる。
{\displaystyle {\frac {n}{m}}={\frac {\log {\Biggl (}\log \underbrace {\sqrt {\sqrt {\cdots {\sqrt {4}}}}} _{n}{\Biggr )}-\log(\log 4)}{\log {\Biggl (}\log \underbrace {\sqrt {\sqrt {\cdots {\sqrt {4}}}}} _{m}{\Biggr )}-\log(\log 4)}}=\log _{\log _{4}\underbrace {\sqrt {\sqrt {\cdots {\sqrt {4}}}}} _{m}}{\log _{4}\underbrace {\sqrt {\sqrt {\cdots {\sqrt {4}}}}} _{n}}}
さらに、3つの4ですべての整数が表現できる。
以下に正の整数の場合を示すが、やはり負の整数はマイナス記号で、0は四則演算で表現できる。
{\displaystyle n=-{\frac {\log {\Biggl (}\log \underbrace {\sqrt {\sqrt {\cdots {\sqrt {4}}}}} _{n}{\Biggr )}-\log(\log 4)}{\log {\sqrt {4}}}}=-\log _{\sqrt {4}}{\log _{4}\underbrace {\sqrt {\sqrt {\cdots {\sqrt {4}}}}} _{n}}}
似た問題に、その年の数字（2004年なら 2,0,0,4）を使って数を作る遊びもある。